# 소니 스팃

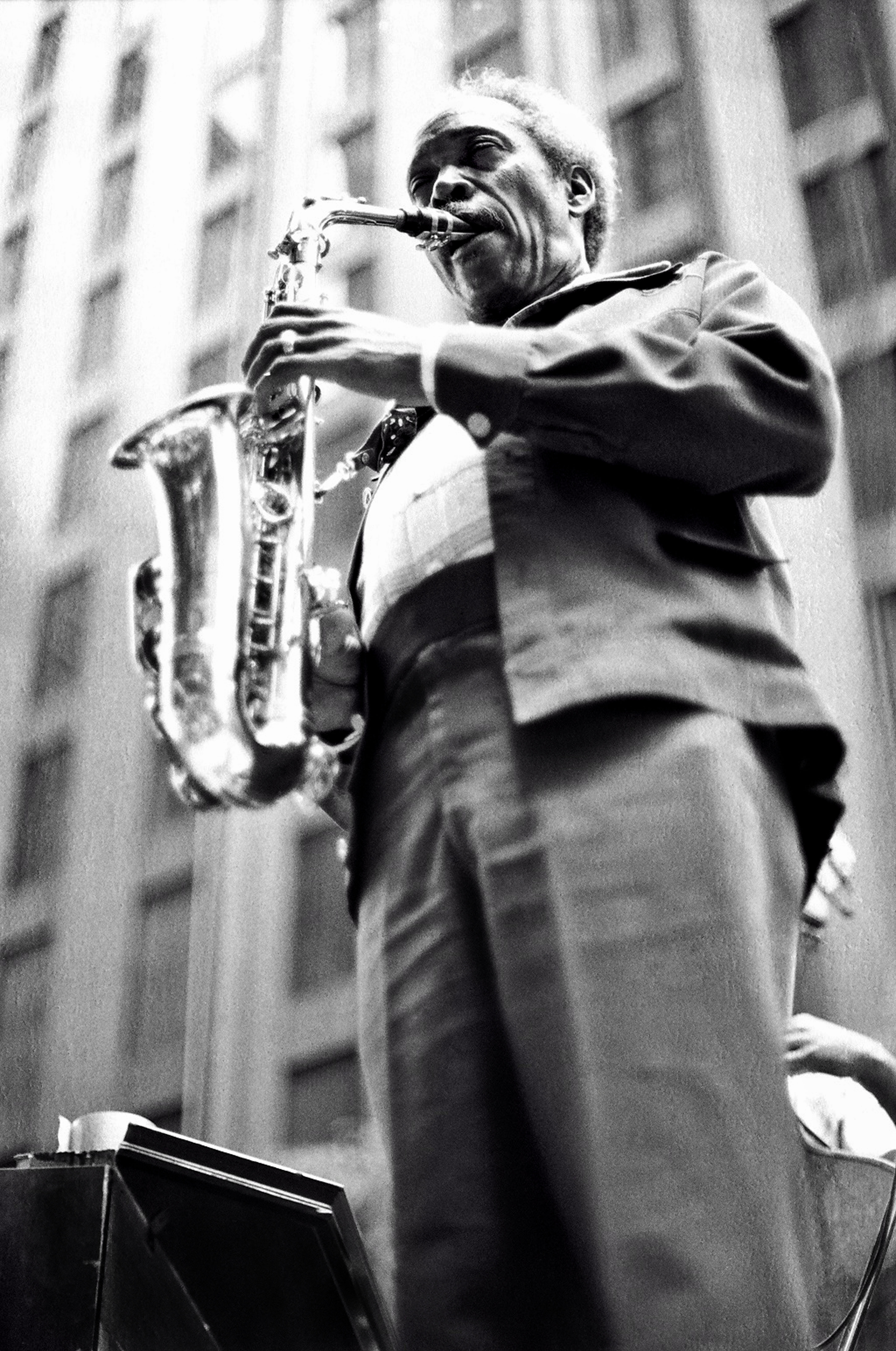

소니 스팃(Edward Hammond Boatner Jr., Sonny Stitt, 1924년 2월 2일 ~ 1982년 7월 22일) 또는 서니 스팃은 미국의 비밥/하드 팝 재즈 색소포니스트이다.
알토 색소폰 주자로서는 너무나 파커와 흡사하기 때문에, 파커가 살아 있을 때에는 테너 색소폰을 부는 경우가 많았다. 테너 색소폰은 호쾌한 음빛깔이기는 하나 프레이징은 레스터 영의 영향이 많이 엿보인다. 밥 초기부터 명성을 떨쳤으며 그의 테너 색소폰에는 많은 팬이 뒤따랐다. 친구인 진 아몬스와 콤비가 되었으며, 취입 레코드도 매우 많다.